# Перов, Иван Степанович
Ива́н Степа́нович Перо́в (6 октября 1910, Тихвинский район, Ленинградский округ — 26 января 1989, Одесса) — советский военный моряк-подводник, в годы Великой Отечественной войны боцман-сигнальщик подводной лодки «Л-4» 1-го дивизиона бригады подводных лодок Черноморского флота, Герой Советского Союза (22.07.1944). Мичман (1941).

## Биография
Родился 6 октября 1910 года в семье рабочего. Русский. После окончания 7 классов работал кровельщиком в городе Сестрорецке Ленинградской области.
В Военно-Морском Флоте с октября 1932 года. После окончания в 1933 году класса рулевых Учебного отряда подводного плавания Военно-Морских Сил РККА, с сентября 1933 года по ноябрь 1936 года проходил срочную службу на подводной лодке Д-5 «Спартаковец» Черноморского флота. Затем написал рапорт об оставлении на сверхсрочной службе и направлен учиться на курсах старшин групп при Учебном отряде подводного плавания имени С. М. Кирова, а после их окончания с марта 1937 года — старшина группы рулевых подлодки Д-6 «Якобинец» Черноморского флота.
С апреля 1941 года мичман И. С. Перов — боцман подлодки подводной лодки «Л-4» ЧФ. Член ВКП(б) с 1941 года.
Участник Великой Отечественной войны с июня 1941 года. В составе экипажа подводной лодки участвовал в героической обороне Севастополя и освобождении Крыма, выполняя боевые задачи по несению дозорной службы, постановке минных заграждений, нарушению морских сообщений противника.
Кроме походов на своей лодке, мичман Перов совершил два боевых похода на подводной лодке «С-33», а также выходил в море на других кораблях, принимая участие в их испытаниях после капитального ремонта и при вводе в строй. За время боевых действий на Чёрном море он участвовал в 26 боевых походах, во время которых было потоплено 7 вражеских судов.
В боевом походе, проходившем с 15 апреля по 15 мая 1944 года, экипажу «Л-4» была поставлена задача осуществлять блокаду Крыма при наступлении советских войск. Когда на подлодке вышли из строя кормовые горизонтальные рули, И. С. Перов организовал их ремонт, рискуя остаться в воде при срочном погружении подводной лодки. Перов вместе с одним из членов экипажа в рекордно короткий срок устранил возникшую неисправность, обеспечив тем самым выполнение боевого задания. «Л-4» продолжила боевой поход, в ходе которого 11 мая 1944 года поразила торпедами вражеский танкер «Фридерикс» (7327 брт), нанеся ему серьёзные повреждения, не позволившие этому судну до окончания боевых действий выйти в море.
Указом Президиума Верховного Совета СССР от 22 июля 1944 года за образцовое выполнение боевых заданий командования и проявленные при этом геройство и мужество мичману Перову Ивану Степановичу присвоено звание Героя Советского Союза с вручением ордена Ленина и медали «Золотая Звезда» под номером 3813.
С февраля по май 1945 года служил старшиной группы рулевых ПЛ М-203 «Иркутский рыбак» ЧФ.
По окончании войны И. С. Перов продолжил службу на Черноморского флота в отдельном учебном дивизионе 1-й Севастопольской Краснознамённой бригаде подводных лодок, во 2-м дивизионе подводных лодок Одесской военно-морской базы.
С мая 1950 года мичман И. С. Перов — в запасе. Работал заместителем директора санатория, затем до 1977 года был боцманом на судах заграничного плавания Черноморского морского пароходства — «Чернигов», «Лабинск», «Салават», «Капитан Плаушевский». Жил в Одессе. Скончался 26 января 1989 года. Похоронен на Таировском кладбище в Одессе.

## Награды
- Медаль «Золотая Звезда» Героя Советского Союза (22.07.1944)
- орден Ленина (22.07.1944)
- два ордена Отечественной войны I степени (18.05.1944, 11.03.1985)
- два ордена Красной Звезды (3.08.1942, 6.11.1947)
- медаль «За боевые заслуги» (30.04.1945)
- медаль «За оборону Севастополя»
- медаль «За оборону Кавказа»
- ряд других медалей СССР

## Память
- Село Боданы Симферопольского района Крыма переименовано в Перово.
- Имя Героя носит школа в селе Перово.
- В Одессе на доме 1 по улице Торговой, в котором в 1971—1989 годах жил И. С. Перов, установлена мемориальная доска.
- Памятная плита в честь И. С. Перова установлена в Пскове в Аллее Героев Советского Союза на площади Победы.
- Надгробный памятник на Таировском кладбище в Одессе.